# 셀레베스다람쥐
셀레베스다람쥐(Prosciurillus leucomus)는 다람쥐과에 속하는 설치류의 일종이다. 인도네시아의 토착종으로 술라웨시섬과 부톤섬, 무나섬, 카베아나섬 그리고 술라웨시 남동부 인근 섬에서 발견된다.

## 아종
4종의 아종이 알려져 있다.
- P. l. leucomus
- P. l. hirsutes
- P. l. occidentalis
- P. l. tonkeanus